# Moritz Kühne
Moritz Kühne (født 26. januar 1835, død 12. marts 1900) var en preussisk oberst og militærforfatter.
Kühne gjorde sig bekendt gennem udmærkede taktiske studier, der 1870–78 udkom under titelen Kritische und unkritische Wanderungen über die Gefechtsfelder der preussischen Armee in Böhmen 1866 (5. udgave 1898).